# Stanisław Roczkowski
Stanisław Roch Roczkowski (ur. 16 sierpnia 1953) – polski samorządowiec i urzędnik państwowy, wojewoda zamojski (1994–1995). 

## Życiorys
W 1977 ukończył studia prawnicze na Uniwersytecie Marii Curie-Skłodowskiej, po czym uzyskał zatrudnienie w administracji państwowej. W 1990 został wybrany na wójta gminy Krasnobród. Cztery lata później mianowany wojewodą zamojskim z ramienia PSL, funkcję pełnił do 1995. W 1997 z listy tej partii bez powodzenia kandydował do Sejmu. W 2002 z własnego komitetu kandydował na wójta gminy Krasnobród, nie wchodząc do II tury. W 2006 ponownie kandydował (jako bezpartyjny, z ramienia komitetu Nasz Piast), zajmując ostatnie miejsce. Obecnie pracuje w charakterze specjalisty w zamojskim oddziale Wojewódzkiego Funduszu Ochrony Środowiska i Gospodarki Wodnej w Lublinie.